# Катастрофа Ил-18 под Никосией
Катастрофа Ил-18 под Никосией — авиационная катастрофа, произошедшая 29 января 1973 года. Самолёт Ил-18Д авиакомпании EgyptAir выполнял плановый международный рейс MS741 по маршруту Каир—Никосия, но при заходе на посадку в аэропорт назначения врезался в одну из гор горной системы Кириния в 16 километрах от него. Погибли все находившиеся на борту 37 человек (30 пассажиров и 7 членов экипажа).
Катастрофа стала третьей в истории авиакомпании EgyptAir.

## Самолёт
Разбившийся самолёт имел бортовой номер SU-AOV, заводской 188011003 и серийный 110-03. Был изготовлен на ММЗ «Знамя», совершил свой первый полёт в 1968 году и доставлен авиакомпании EgyptAir 31 августа того же года.

## Экипаж и пассажиры
| Гражданство    | Пассажиры | Экипаж | Всего |
| -------------- | --------- | ------ | ----- |
| Великобритания | 14        | 0      | 14    |
| Египет         | 3         | 7      | 10    |
| США            | 7         | 0      | 7     |
| Швеция         | 2         | 0      | 2     |
| Канада         | 1         | 0      | 1     |
| Ирландия       | 1         | 0      | 1     |
| Франция        | 1         | 0      | 1     |
| Иордания       | 1         | 0      | 1     |
| Всего          | 30        | 7      | 37    |

## Катастрофа
Самолёт разбился в горном массиве Кирения на Кипре при снижении для захода на посадку в аэропорт назначения с севера. В результате столкновения в 16 км от аэропорта назначения произошёл взрыв и пожар, который был потушен Национальной гвардией Республики Кипр. Столкновение произошло на высоте 783 метра.

## Расследование
Бортовой самописец был доставлен для расшифровки в Москву. Точная причина катастрофы так и не была установлена. Среди возможных причин следователи рассматривали попадание в сильную турбулентность, которая привела к потере управления.